# Massimo D’Alema
Massimo D’Alema (Róma, 1949. április 20. –) olasz politikus, miniszterelnök, az Olasz Köztársaság történetében az első, aki az Olasz Kommunista Párt soraiból került ki. Az Olasz Demokrata Párt elnöke, a Szocialista Internacionálé alelnöke volt.

## Élete
D’Alema a kommunista pártban tevékenykedő családból származik. Már tizennégy évesen csatlakozott a párthoz. Néha a „buli gyermekének” is nevezték. Az 1970-es–1980-as évek viharos éveiben közvetíteni próbált a Kommunista Párt és a sok azt eláruló radikális baloldali mozgalom között, Enrico Berlinguer vezetésével túlságosan konzervatívnak és óvatosnak tartották. D'Alema a pártvezér jobbkeze lett, és elkísérte az 1984-es Jurij Andropov temetésére. Amikor Berlinguer 1988-ban szívrohamban meghalt, D’Alema a L’Unità kommunista napilap szerkesztője volt. A párt szóvivője lett 1991-ben, és részt vett egy új párt, a Baloldali Demokratikus Párt megalapításában, amely tagja volt a kommunista pártnak. Az Olajfa (Ulivo) megnyerte az 1996-os választásokat. Romano Prodi első kormányában D’Alema a parlamenti reformbizottság elnöke volt, és amikor a kormány 1998-ban megbukott, átvette a miniszterelnöki posztot, amelyet 2000-ig töltött be, amikor is a balközép pártok veszítettek a helyhatósági választásokon. Giuliano Amato követte a miniszterelnöki székben. 2006-tól Prodi második kormányában D’Alema külügyminiszteri posztot töltött be

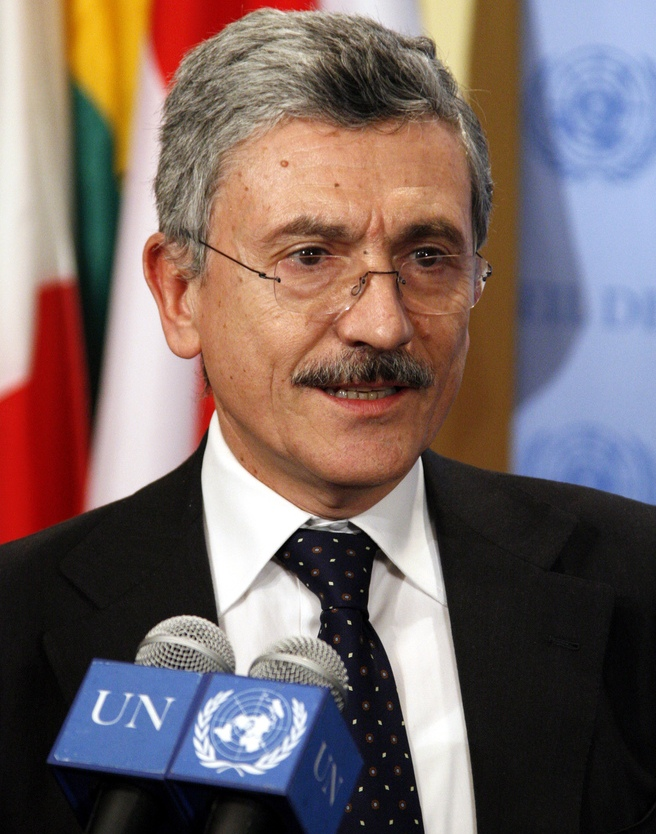
D’Alema 2007 decemberében

## Fordítás
Ez a szócikk részben vagy egészben  a   Massimo D'Alema című izlandi Wikipédia-szócikk ezen változatának fordításán alapul.  Az eredeti cikk szerkesztőit annak laptörténete sorolja fel. Ez a jelzés csupán a megfogalmazás eredetét és a szerzői jogokat jelzi, nem szolgál a cikkben szereplő információk forrásmegjelöléseként.